# Román Galarraga
Román Galarraga Salegui (Deva, Guipúzcoa, España, 9 de agosto de 1921-Mendaro, Guipúzcoa, España, 22 de febrero de 2009) fue un futbolista y entrenador español.

## Biografía

### Como jugador
En sus inicios Galarraga, pese a jugar a fútbol en equipos de su localidad, se decantó por jugar a cesta punta, llegando a tener un contrato para debutar como profesional en Valencia en octubre del 1936. El estallido de la Guerra Civil impidió su debut, siendo movilizado en 1938, jugando a fútbol en los partidos organizados entre los reclutas.
A su regreso del servicio militar en 1940 Galarraga fue fichado por la S. Cultural D. de Durango (3.ª División). Continuaría su carrera en el C.D. Logroñés (3.ª División), llamando la atención de diferentes equipos como la Real Sociedad de F. o el Real Madrid C. F. (1.ª División). Finalmente, los blancos se hicieron con los servicios de Galarraga tras una prueba realizada en la capital española.
Tras una temporada siendo suplente de Marzá y Esquiva, la Real Sociedad de F. (1.ª División) solicitó la cesión de Galarraga para cubrir la baja de Chillida, que finalmente no pudo volver a jugar a fútbol. Posteriormente el club txuri-urdin le fichó definitivamente, permaneciendo en Atotxa hasta la temporada 1949-1950. Galarraga fue portero titular hasta la temporada 1947-1948, cuando primero Del Río y luego Bagur le quitaron el puesto en el once titular.
Terminada su etapa en la Real Sociedad de F., Galarraga firmó por la Cultural y Deportiva Leonesa (3.ª División), siendo desde mediados de la temporada jugador-entrenador retirándose como jugador al final de temporada.

### Como entrenador
Una vez retirado como jugador, Galarraga continuó una temporada más al frente de la Cultural y Deportiva Leonesa logrando llevar al equipo de 3.ª División a 1.ª División. Tras el descenso en la temporada 1955-1956, el técnico guipuzcoano abandonó el club leonés.
Galarraga continuó su carrera como técnico en 2.ª División en los banquillos  del Real Avilés C.F. (1956-1958) y Racing C. de Ferrol (1958-1960), aunque con los ferrolanos no finalizó su segunda temporada.

### Vida posterior
En las primeras elecciones municipales de la democracia en España (1979) Galarraga fue elegido alcalde de su localidad natal, Deva, por el PNV. Terminada la legislatura abandonó el ayuntamiento.
Finalmente, falleció en el hospital comarcal de Mendaro a los 87 años de edad.

## Clubes

### Como jugador
| Club                         | País   | Año       |
| ---------------------------- | ------ | --------- |
| S. Cultural D. de Durango    | España | 1940-1941 |
| C.D. Logroñés                | España | 1941-1942 |
| Real Madrid C. F.            | España | 1942-1943 |
| Real Sociedad de F.          | España | 1943-1950 |
| Cultural y Deportiva Leonesa | España | 1950-1955 |

### Como entrenador
| Club                         | País   | Año       |
| ---------------------------- | ------ | --------- |
| Cultural y Deportiva Leonesa | España | 1953-1956 |
| Real Avilés C.F.             | España | 1956-1958 |
| Racing C. de Ferrol          | España | 1958-1959 |
| C.D. Logroñés                | España | 1959-1960 |
| Deportivo Alavés             | España | 1960-1963 |
| Burgos C.F.                  | España | 1963-1964 |
| Real Sociedad de F.          | España | 1964-1966 |
| R. Sporting de Gijón         | España | 1966-1968 |
| C.D. Logroñés                | España | 1969-1971 |
| Burgos C.F.                  | España | 1972-1973 |
| Deportivo Alavés             | España | 1973-1974 |
| C.D. Logroñés                | España | 1975-1976 |